# Peter og Dragen Elliot
Peter og Dragen Elliot (originaltitel: Pete's Dragon) er en amerikansk animeret musikalsk fantasy- og komediefilm fra 1977 instrueret af Don Chaffey. I 2016 udkom en remake under titlen Peter og dragen instrueret af David Lowery.

## Medvirkende
| Rolle                   | Skuespiller     | Dansk stemme    |
| ----------------------- | --------------- | --------------- |
| Pete(r)                 | Sean Marshall   | Jacob Dahl      |
| Nora                    | Helen Reddy     | Lisbet Dahl     |
| Dr. Terminus            | Jim Dale        | Claus Ryskjær   |
| Lampie                  | Mickey Rooney   | Preben Kaas     |
| Hoagy                   | Red Buttons     | Jess Ingerslev  |
| Lena Gogan              | Shelley Winters | Elin Reimer     |
| Miss/Frøken Taylor      | Jane Kean       | Kirsten Rolffes |
| Borgmesteren            | Jim Backus      | Svend Johansen  |
| Merle Gogan             | Charles Tyner   | Poul Thomsen    |
| Grover Gogan            | Gary Morgan     | Svend Johansen  |
| Willie Gogan            | Jeff Conaway    | Ole Ernst       |
| Dragen Elliott (stemme) | Charlie Callas  |                 |